# Resource Access Control Facility
Resource Access Control Facility de forma acortada RACF es un producto de IBM. Se trata de un sistema de seguridad que proporciona control para z/OS y z/VM. Sus principales rivales en el mercado son ACF2 y TopSecret, ahora producido por CA, Inc.
Además de ser uno de los monitores de seguridad más experimentados de la informática, tiene algunas características que no se suelen encontrar en sistema operativos como Microsoft Windows o entornos Unix. Puede, por ejemplo, establecer los permisos para patrones de archivos, incluso archivos que aún no existen. Los permisos se usan para los archivos (u objetos) creados previamente. En otras palabras, RACF establece las políticas de seguridad.
RACF ha evolucionado continuamente para apoyar esas características de seguridad modernas como los Certificados digitales / Infraestructura de clave pública, interfaces LDAP y certificadores de mayúsculas minúsculas / contraseñas. El hardware que le sigue es zSeries que trabaja con RACF. Por ejemplo, los certificados digitales están protegidas a prueba de falsificaciones y procesadores criptográficos. Subsistemas mayores, como DB2 versión 8, utilizan RACF para ofrecer una seguridad multinivel (MLS).